# Куртмон-Варен
Куртмо́н-Варе́н (фр. Courtemont-Varennes) — коммуна во Франции, находится в регионе Пикардия. Департамент коммуны — Эна. Входит в состав кантона Эссом-сюр-Марн. Округ коммуны — Шато-Тьерри.
Код INSEE коммуны — 02228.

## Население
Население коммуны на 2010 год составляло 298 человек.
| 1962 | 1968 | 1975 | 1982 | 1990 | 1999 | 2010 |
| ---- | ---- | ---- | ---- | ---- | ---- | ---- |
| 248  | 231  | 226  | 250  | 289  | 295  | 298  |

## Экономика
В 2010 году среди 183 человек трудоспособного возраста (15—64 лет) 127 были экономически активными, 56 — неактивными (показатель активности — 69,4 %, в 1999 году было 69,7 %). Из 127 активных жителей работали 117 человек (66 мужчин и 51 женщина), безработных было 10 (6 мужчин и 4 женщины). Среди 56 неактивных 24 человека были учениками или студентами, 21 — пенсионерами, 11 были неактивными по другим причинам.